# Il diabolico avventuriero
Il diabolico avventuriero (Death of a Scoundrel) è un film del 1956 diretto da Charles Martin.

## Trama
Un uomo viene trovato morto. L'indagine della polizia svela il suo passato di avventuriero e criminale, le donne che ha ingannato, e i possibili moventi per la sua morte.